# Рурал Хил (Тенеси)
Рурал Хил (енгл. Rural Hill) насељено је место без административног статуса у америчкој савезној држави Тенеси.

## Демографија
По попису из 2010. године број становника је 2.007, што је 25 (-1,2%) становника мање него 2000. године.
| Група             | 2000.         | 2010.         |
| Белци             | 1.931 (95,0%) | 1.878 (93,6%) |
| Афроамериканци    | 28 (1,4%)     | 32 (1,6%)     |
| Азијати           | 14 (0,7%)     | 21 (1,0%)     |
| Хиспаноамериканци | 35 (1,7%)     | 36 (1,8%)     |
| Укупно            | 2.032         | 2.007         |